# Leppardmania: A Tribute to Def Leppard
Leppardmania è un album tributo dedicato alla band inglese Def Leppard pubblicato nel 2000. Ospiti di questo album sono soprattutto artisti statunitensi come Jani Lane dei Warrant, Kevin Dubrow dei Quiet Riot e Phil Lewis dei L.A. Guns.

## Tracce e Artisti partecipanti
1. Wasted - John Corabi (3:46)
2. Rock Brigate - Joe Lesté (3:06)
3. Photograph - Jani Lane e George Lynch (4:10)
4. Rock, Rock - Kevin Dubrow (4:14)
5. Too Late For Love - Stevie Rachelle (4:31)
6. Foolin'  - Steve Whiteman (4:32)
7. Rock Of Ages - Kelly Hansen (4:05)
8. Bringin' On The Heartbreak - Phil Lewis (4:28)
9. Let It Go - Jason McMaster (4:52)
10. High & Dry - Jizzy Pearl (3:28)
11. You Got Me Running - Kory Clarke (4:24)
12. On Through The Night - Paul Shortino (4:56)